# Ново село (община Дебърца)
Вижте пояснителната страница за други значения на Ново село.
Ново село (на македонска литературна норма: Ново Село) е село в община Дебърца на Северна Македония, разположено в едноименната котловина Дебърца.

## География
Селото е в Долна Дебърца, част от котловината Дебърца между Илинската планина от изток и Славей планина от запад.

## История
В XIX век Ново село е българско село в нахия Дебърца на Охридската каза на Османската империя. В „Етнография на вилаетите Адрианопол, Монастир и Салоника“, издадена в Константинопол в 1878 година и отразяваща статистиката на населението от 1873 година, Ново село (Novo-sélo) е посочено като село с 40 домакинства със 122 жители българи.
На Етнографската карта на Битолския вилает на Картографския институт в София от 1901 година Ново село е чисто българско село в Охридската каза на Битолския санджак с 6 къщи.
В началото на XX век цялото население на селото е под върховенството на Българската екзархия. По данни на секретаря на екзархията Димитър Мишев („La Macédoine et sa Population Chrétienne“) в 1905 година в Ново село има 48 българи екзархисти.
Църквата „Света Богородица“ е изградена на основите на по-стара църква в началото на XX век.
Според преброяването от 2002 година селото има 68 жители.
| Националност | Всичко |
| македонци    | 64     |
| албанци      | 0      |
| турци        | 0      |
| роми         | 0      |
| власи        | 0      |
| сърби        | 0      |
| бошняци      | 0      |
| други        | 4      |

## Личности
Родени в Ново село
- Ристанка Лалчевска (р. 1963), политик от Северна Македония